# Aftershock: Earthquake in New York
Aftershock: Earthquake in New York es una película de catástrofes producida por Hallmark Entertainment que originalmente fue presentado en la CBS como parte de dos miniserie en noviembre de 1999.
La película se basa en un libro escrito por el locutor de noticias de televisión Chuck Scarborough, y analiza los efectos que un gran terremoto tendría en la ciudad de Nueva York y los efectos que provoca en cinco familias, incluidas las de los principales rivales políticos del exJefe de Bomberos Thomas Ahearn (Skerritt ) y Bruce Lincoln (Dutton). 

## Argumento
La película sigue los acontecimientos de un terremoto en la ciudad de Nueva York a través de los ojos de varios grupos de personas: Dori Thorell (Sharon Lawrence), su hijo de 9 años, Danny (Michal Suchanek), y su esposo Sam Thorell (Garwin Sandford); Diane Agostini (Jennifer Garner) y su padre Frank (Mitchell Ryan); Evie Lincoln (Lisa Nicole Carson), una defensora pública y su cliente Joshua Bingham (JR Bourne), su abuela Emily Lincoln (Cicily Tyson) y su padre, el alcalde Bruce Lincoln (Charles S. Dutton); El Jefe de Bomberos Thomas Ahearn y su hija Christine; Nikolai Karvoski (Fred Weller), un taxista inmigrante, y la reportera Jillian Parnell (Erika Eleniak Goglin).
A través de la temblorosa relación de Sam y Dori, los padres se preocupan por la vulnerabilidad de los niños. Danny ha salido lesionado en un accidente hace dos años, Sam y Dori tienen preocupaciones acerca de los terremotos como no imaginario, ya que se habían trasladado desde que un terremoto sacudió a la zona de Los Ángeles así que se mudaron a Nueva York. Al desatarse el terremoto, Danny sobrevive cerca de las ruinas de su escuela, pero queda colgado en el aire en un cuarto de baño en la planta alta. Él es rescatado por Dori, quien es una experimentada escaladora y sube el edificio destruido.
Diane pierde a su padre en el temblor, pero es ayudada por Nikolai mientras ella trata de encontrar a su madre. A medida que atraviesan la ciudad, intentan evitar a los saqueadores, que se convierten en una crisis.
Evie y Joshua se encuentran entre las personas atrapadas en el metro, cuando el terremoto golpea. Joshua se hace cargo, y se sube a una plataforma para salir, ahí se reveló que Joshua cometió el asesinato de su esposa, un crimen del que él había tenido en secreto ante Evie. Él está dispuesto a dejar que los demás mueran para salvarse a sí mismo, y muestra que tiene una obsesión por Evie. Cuando se separa con éxito de su grupo, con el pretexto de ir en busca de ayuda, se da cuenta de que ya no creen que es inocente. Intenta matarla, pero es detenido por los rescatadores. Al tratar de salir, muere por las repercusiones del temblor.
Ahearn, primero renuncia a causa de sus diferencias con el alcalde, se une con el alcalde en un intento por controlar cosas. A pesar de las hostilidades iniciales, son capaces de trabajar juntos. Ahearn, su hija y la madre del Alcalde Lincoln mueren a causa de lesiones sufridas por el terremoto. 
Después del terremoto se muestra a muchos íconos de Manhattan que están destruidos, como la Estatua de la Libertad que cayó en el Puerto de Nueva York y el Museo Guggenheim, que colapsó sobre sí mismo. También después del terremoto, imágenes de un helicóptero que sobrevuela la ciudad muestran que el puente de Brooklyn fue destruido junto con otros puentes de Manhattan. El terremoto deja a la mayor parte de los rascacielos de la ciudad todavía en pie.
En el epílogo un año más tarde, la ciudad se muestra en proceso de reconstrucción. 
Nikolai y Diane están juntos, Diane es una famosa bailarina, se muestra que Lincoln sigue en su puesto un año más tarde, Thomas y el alcalde están hablando juntos como amigos acerca de la ciudad en reconstrucción.

## Reparto
| Actor               | Personaje                 |
| ------------------- | ------------------------- |
| Tom Skerritt        | Dan Cusano                |
| Sharon Lawrence     | Dori Thorell              |
| Charles S. Dutton   | alcalde Bruce Lincoln     |
| Lisa Nicole Carson  | Evie Lincoln              |
| Jennifer Garner     | Diane Agostini            |
| Rachel Ticotin      | Elizabeth Pérez           |
| Fred Weller         | Nicholai Karvovsky        |
| Erika Eleniak       | Jillian Parnell           |
| Mitch Ryan          | Frank Agostini            |
| Cicely Tyson        | Emily Lincoln             |
| Mark Rolston        | Bruce Summerlin           |
| Ray J               | Clayton                   |
| JR Bourne           | Joshua Bingham            |
| Michal Suchánek     | Danny Thorell             |
| Jerry Adler         | Burt Hornstein            |
| Garwin Sanford      | Sam Thorell               |
| Claire Yarlett      | Nancy Stuart              |
| Kimberley Warnat    | Christine Ahearn          |
| Tony Marr           | Roberto                   |
| Tony Morelli        | Bombero O'Leary           |
| Peter Byrant        | Ayudante del Alcalde José |
| Roger R. Cross      | Allen                     |
| Dave 'Squatch' Ward | Anthony                   |
| Frida Betrani       | Linda                     |
| Irene Miscisco      | Nora Hornstein            |
| Santo Lombardo      | Looter                    |
| Jennifer Clement    | Alice                     |
| Tom McBeath         | George                    |
| Bridget O'Sullivan  | Jeanie                    |
| Will Sanderson      | Roger                     |
| Andrew Johnston     | Teniente Greene           |
| Pamela Perry        | Madre de Diane            |

## Producción
La película se basa en un libro escrito en área de Nueva York por el locutor de noticias de televisión Chuck Scarborough. Él escribió el libro que sigue las consecuencias de un terremoto de magnitud enorme, uno de los más fuertes de la historia su historia ocurre en la Gran Manzana, no es técnicamente imposible y la preparación no es completamente ausente en los planes locales en caso de desastres. Hay fallas capaces de "Crear" terremotos en el área metropolitana de Nueva York ya significativos sísmos de Magnitud 5 en la escala de Richter se produjeron dentro de los límites de la ciudad tanto en 1737 y 1884 uno ocurrió justo al norte de la ciudad en 1985.
La película fue filmada en Vancouver, Canadá.